# Diritto di satira
In Italia il diritto di satira è riconosciuto come diritto soggettivo di rilevanza costituzionale, poiché rientra nell’ambito di applicazione degli articoli 21, 9 e 33 della Costituzione, che tutelano rispettivamente la libertà di pensiero ed espressione, lo sviluppo della cultura e la libertà di creazione artistica.
Innumerevoli sono stati i sequestri di pubblicazioni o il divieto a trasmissioni radiotelevisive per presunto abuso del diritto di satira (i primi casi massmediatici più celebri sono quelli che colpirono in Rai Dario Fo e Franca Rame, ma anche artisti come Raimondo Vianello e Ugo Tognazzi). In campo editoriale si ricordano i sequestri di numeri della rivista degli anni '70 e '80 Il Male o quelli più recenti (anni '90) alla Topolin Edizioni per gli albi di Miguel Ángel Martín Brian the Brain.

## Cronaca, critica e satira
La cronaca, la critica e la satira sono tre tipi di manifestazione del pensiero ed è importante distinguerle correttamente.
La cronaca non è diffamatoria se rispetta tre requisiti:
- Limite della verità: la notizia deve riportare una realtà oggettiva.
- Limite della pertinenza: vi deve essere un interesse pubblico alla conoscenza del fatto.
- Limite della continenza: l’esposizione deve essere corretta formalmente e utilizzare modalità espressive misurate.

Il diritto di cronaca consente di invocare l’operatività della clausola generale di non punibilità prevista dall'articolo 51 del Codice Penale, in base al quale “l’esercizio di un diritto o l’adempimento di un dovere imposto da una norma giuridica o da un ordine legittimo della pubblica autorità, esclude la punibilità”.
La critica si distingue dalla cronaca poiché consiste nell’esternazione di un'opinione soggettiva, non è quindi soggetta al limite della verità. Rimane soggetta, però, ai limiti di pertinenza e continenza. Per quanto riguarda quest’ultimo, si possono adoperare espressioni forti e taglienti purché siano funzionali alla manifestazione del dissenso. Non sono ammesse, invece, espressioni che degradino e discreditino la reputazione altrui.

La satira, invece, non è condizionata come la cronaca e la critica dai requisiti sopraelencati, poiché, come afferma la Cassazione, 
“costituisce una modalità corrosiva e spesso impietosa del diritto di critica. Inoltre ha lo scopo di denuncia sociale e politica. […] quanto più [essa] utilizza espressioni abnormi, iperboliche, impietose, corrosive, esagerate rispetto ai normali parametri di valutazione degli esseri e delle cose umane, così da suscitare stupore, ironia, riso in colui che legge o ascolta”. 
Per questo motivo non può esserle applicato il parametro della verità, come confermato dalle sentenze dei giudici italiani, secondo i quali la satira non costituisce una risposta ad esigenze informative e non ha alcun rapporto di necessità e coincidenza con la verità del fatto (Tribunale di Roma, 13.2.1992). L'ovvia inverosimiglianza dei fatti espressi in forma satirica esclude la loro capacità offensiva della reputazione, dell'onore e del prestigio. L’autore, però, secondo una libera scelta artistica, può comunque basare il contenuto artistico espressivo dell’opera satirica su fatti veritieri. Questa è la cosiddetta satira verità, una forma di satira a basso rischio di lesività, poiché non si sbilancia in scelte iperboliche o fantasiose, spesso creata a fini di denuncia sociale.

Per quanto riguarda il limite di pertinenza è sufficiente che ci sia un collegamento tra giudizio satirico e fatto, affinché l’illiceità sia esclusa. L’uso di espressioni lesive della reputazione altrui è legittimo se giustificato dalla manifestazione di un dissenso che concerne l’opinione o il comportamento del soggetto preso di mira. Si ha, tuttavia, diffamazione se l’opera satirica attribuisce all’oggetto della satira una condotta illecita o moralmente disonorevole, poiché la satira come ogni altra manifestazione del pensiero, non può infrangere i diritti fondamentali della persona, la quale possiede il diritto all’onore e al decoro. Secondo questo principio, non va riconosciuta la scriminante di cui all'articolo 51 del Codice Penale per le attribuzioni di condotte illecite o moralmente disonorevoli, gli accostamenti volgari o ripugnanti, la deformazione dell'immagine in modo da suscitare disprezzo o dileggio. Per questi motivi un’aggressione gratuita e distruttiva dell’onore o della reputazione di un personaggio pubblico può configurare il reato di diffamazione.
"Svolta in forme espressive umoristiche ed al manifesto scopo di suscitare ilarità, la satira svolge la non trascurabile funzione di moderare i potenti, smitizzare ed umanizzare i famosi, umiliare i protervi, vale a dire una funzione fondamentale di controllo sociale e di protezione contro gli eccessi del "potere", nonché di attenuazione delle tensioni sociali e di tutela ed attuazione del valore fondamentale della tolleranza" (Tribunale di Roma, 13.2.1992). 
Ad essa sono comunque posti due limiti:
- un limite interno in funzione alla notorietà del personaggio, poiché si presume abbia rinunciato a quella parte del proprio diritto alla riservatezza direttamente correlata alla sua dimensione pubblica dato che ha scelto la notorietà come dimensione esistenziale del proprio agire.
- un limite esterno legato al messaggio satirico in sé. La propagazione di notizie destinate per legge al segreto od alla riservatezza o comunque idonee a creare notevole imbarazzo o grave disagio nell'ambito familiare, professionale e sociale, e così via non sono proprie per la satira.

La satira deve quindi sottostare al limite di continenza, nonostante rimanga un parametro difficile da valutare, viste le caratteristiche del mezzo espressivo. La giurisprudenza non è univoca: una parte sostiene che alla satira, quale espressione artistica caratterizzata da un linguaggio non convenzionale, non possa applicarsi il metro consueto della correttezza dell’esposizione. Altra parte ritiene comunque che la satira, intesa come una forma di critica caratterizzata da particolari mezzi espressivi, non sfugga al limite della continenza per cui non potrebbe essere invocata la scriminante dell'articolo 51. Se ne deduce in definitiva che la satira non può tradursi in diritto al libero insulto, travalicando il limite della correttezza del linguaggio e del rispetto della dignità umana (Tribunale di Trento, 26.1.1999).
La Cassazione ha quindi tentato di limitare la satira più dal punto di vista dello scopo che da quello del tono utilizzato. Il linguaggio essenzialmente simbolico e frequentemente paradossale della satira, in particolare di quella esercitata in forma grafica, è svincolato da forme convenzionali, per cui è inapplicabile il metro della correttezza dell'espressione.
Non va dimenticato che, secondo la Suprema Corte, la satira deve essere innocente, innocua e sorridente per essere accettata come libera manifestazione del pensiero. Se, invece, eccede da tali limiti per trasmodare "in un comportamento chiaramente diffamatorio posto in essere attraverso una satira non accettabile, né innocua, né sorridente e tanto meno innocente" (Cassazione, 20.1.1992),  si è in presenza di un comportamento denigratorio e lesivo dell'altrui reputazione e, come tale, stante la sua illiceità, censurabile sia penalmente che civilmente (Cassazione, 25.5.1996, n. 4943). Tale principio è stato recentemente riaffermato dalla Suprema Corte che ha statuito che la satira "non si deve risolvere in un insulto gratuito anche se espresso in una parafrasi o in una similitudine più o meno fantasiosa, né risolversi in un banale mendacio idoneo a ledere la reputazione del destinatario" (Cassazione, 7.7.1998, n. 7990).

## Satira religiosa
Come per ogni argomento anche la satira religiosa deve essere esercitata entro certi limiti, bisogna accertarsi infatti che venga garantito sia il diritto alla libertà dell'arte, tutelato dall'articolo 33 della Costituzione Italiana, che il diritto alla libertà religiosa, tutelato dall'articolo 19.
Esistono sostanzialmente due tipi di satira religiosa:
- quella che prende di mira personaggi che all'interno di una confessione religiosa svolgono una funzione terrena.
- quella che prende di mira simboli ed entità spirituali.

Il primo tipo non pone particolari problemi dal punto di vista giuridico, infatti, la posizione del soggetto preso di mira dalla satira non differisce da quella di qualsiasi altro individuo. Per quanto riguarda il secondo tipo, invece, la questione diventa più complessa. Nel secondo caso l'oggetto di satira non è più un personaggio pubblico che ha scelto di esporsi in prima persona, ma sono delle entità e figure che non hanno alcun rapporto oggettivo con la realtà, oppure un gruppo di persone indiscriminato. Nel primo caso, con figure come Maometto, Gesù Cristo, la Madonna, Dio, è impossibile concepire un messaggio satirico in coerenza causale con la qualità della dimensione pubblica del personaggio, proprio perché non vi è alcuna dimensione pubblica. La questione diventa ancora più complessa se l'oggetto di satira sono i credenti stessi, in quel caso infatti l'unica componente oggetto di satira diventa la discriminazione religiosa, a meno che l'oggetto di satira non sia collegata a vicende attuali e di sicuro interesse pubblico. Se la satira viene posta al di fuori di qualsiasi contesto, solo al fine di gettare discredito su una confessione religiosa, può integrare un comportamento penalmente rilevante, in primis il reato di vilipendio a una confessione religiosa mediante il vilipendio di persone.
A tutela del sentimento religioso e del rapporto con la satira, anche la normativa penale contribuisce a completare il quadro giuridico. I delitti contro il sentimento religioso all’interno del nostro Codice Penale sono previsti dagli art. 403, 404 e 405.
In materia un contributo unico e significativo è stato reso dalla sentenza della Corte Costituzionale n. 188/1975 con la quale è stata sindacata la legittimità costituzionale dei delitti di cui agli artt. 403, 404 e 405 alla luce dell’articolo 21 della Costituzione, dedicato alla libertà di manifestazione del pensiero. La Corte basa la propria pronuncia su una premessa fondamentale: il bene giuridico tutelato dalle norme penali in questione è il sentimento religioso, inteso come sentimento appartenente sia al singolo individuo, sia a gruppi di persone legate tra loro dal vincolo di una fede comune. I giudici di legittimità ritengono che tale sentimento è da considerare tra i beni costituzionalmente rilevanti, pertanto il delitto di vilipendio posto alla tutela di un bene di rilevanza costituzionale può legittimamente limitare l’ambito di operatività dell’articolo 21.
Nell’ambito della riflessione giuridica, dunque, “la protezione del sentimento religioso è venuta ad assumere il significato di un corollario del diritto costituzionale di libertà di religione, corollario che, naturalmente, deve abbracciare allo stesso modo l’esperienza religiosa di tutti coloro che la vivono, nella sua dimensione individuale e comunitaria, indipendentemente dai diversi contenuti di fede delle diverse confessioni. Il superamento di questa soglia […] inciderebbe sulla pari dignità della persona e si porrebbe in contrasto col principio costituzionale della laicità o non confessionalità dello Stato […] principio che, come si ricava dalle disposizioni che la Costituzione dedica alla materia, non significa indifferenza di fronte all’esperienza religiosa ma comporta equidistanza e imparzialità della legislazione rispetto a tutte le confessioni religiose”.

## Casi di interesse

### La macchietta del regista Vanzina
Nel novembre 1988 sulla rete televisiva “Italia1” va in onda il programma satirico “Megasalvishow”, scritto e interpretato dal comico Francesco Salvi.  È un susseguirsi di macchiette, tutte impersonate dal comico Salvi e riferite a personaggi di fantasia.Tutti tranne uno, la cui interpretazione è sempre preceduta da una voce fuori campo che annuncia: “Ed ecco a voi il grande regista Italiano Carlo Vanzina!”.
In quasi tutte le scene dedicate al Vanzina, questi appare seduto sulla sedia sommerso da metri di pellicola, spesso addormentato e balbettante frasi il più delle volte sconnesse, con inflessione romanesca. Fa uso di una pipa che a volte perde, altre volte si infila nell’orecchio. Giocherella con la cinepresa e fa boccacce strane. Dice che vuole fare “un film sulla pipa”; che riesce a girare un film “in un'ora e un quarto”; che il suo pubblico nei cinema“entra distratto e ne esce distrutto”;
Il regista Carlo Vanzina ritiene quelle scene lesive della sua reputazione e ricorre d’urgenza al Pretore di Roma perché ne inibisca l’ulteriore messa in onda.
La sentenza sottolinea la mancanza del nesso di coerenza causale tra il contenuto del messaggio satirico ideato da Francesco Salvi sul Vanzina e il tipo di dimensione pubblica che caratterizza quest’ultimo. Le sue apparizioni in tv sono rarissime, come le sue interviste, motivo per cui il Pretore afferma che il Vanzina è un regista che “affida alle comunicazioni di massa il suo solo nome”.
Proprio perché tra il Vanzina e il pubblico non vi è quel “circuito di intesa” che fonda il diritto di satira, il messaggio satirico fa sì che il richiamo alla figura del regista da parte del comico Salvi sia puramente strumentale alla creazione di una macchietta e nulla di quanto espresso dalla satira del Salvi può in qualche modo agganciarsi ad una presunta “vita pubblica” del Vanzina.
PRET. Roma, 16-02-1989:
Il "diritto di satira", pur trovando garanzia e fondamento negli art. 9,21, 33 Cost. deve ritenersi soggetto a limiti secondo un criterio di coerenza causale tra "qualità" della dimensione pubblica del personaggio fatto oggetto di satira e contenuto artistico espressivo sottoposto ai percettori del messaggio,[...]  dovrà ritenersi illecita la satira meramente denigratoria tale da strumentalizzare pretestuosamente il nome e l'immagine di un personaggio al fine di creare un "tipo" comico, una "macchietta" da riproporre nel corso del programma televisivo.

### Il 'caso RaiOt'[7]

#### La puntata
Il 16 novembre 2003 alle ore 23:30 su RAI 3 va in onda la prima delle cinque puntate previste di RaiOt – Armi di distrAzione di massa, scritto e interpretato da Sabrina Guzzanti. Si tratta di un programma satirico ancorato a dati attuali, la puntata è un duro attacco all’allora presidente del Consiglio Silvio Berlusconi in difesa della libertà di informazione.
La puntata spazia dalla nascita del suo impero mediatico, favorita dall’iscrizione alla loggia “P2” e dagli “agganci politici” con Bettino Craxi, alla emanazione della “legge Mammì” che consacra il monopolio televisivo privato di Mediaset, fino alla sentenza della Corte Costituzionale del 1994 che dichiara illegittima “Rete4”. Per arrivare alla discussa “legge Gasparri” che salva definitivamente Rete4, rafforzando il monopolio Mediaset con la creazione del Sic (“Sistema Integrato delle Comunicazioni”). In particolare viene definita abusiva Rete4, scatenando non poche polemiche nei giorni seguenti che portano alla soppressione del programma.

#### L'accusa
Il 28 novembre Fedele Confalonieri, presidente di Mediaset, querela Sabina Guzzanti, alcuni suoi collaboratori e il direttore di Rai 3 per diffamazione aggravata, sostenendo che il programma ha diffuso “invettive, accuse gratuite, infondate, diffamatorie” contro Mediaset e il presidente del Consiglio; e che comunque “la satira non può, per sua natura, perseguire il fine di contribuire alla formazione della pubblica opinione”. Chiede un risarcimento danni di 20 milioni di Euro. Il pm ritiene la querela infondata e chiede al gip l’archiviazione. Mediaset si oppone. Il gip, riconoscendo il diritto di satira, decide per il “non luogo a procedere” perché il fatto non costituisce reato. Secondo il gip, la satira della Guzzanti conteneva “sostanziali verità”. È la stessa Corte Costituzionale, infatti, ad aver sottolineato che il sistema televisivo “trae origini da situazioni di mera occupazione di fatto delle frequenze al di fuori di ogni logica di incremento del pluralismo”, occupazione “legittimata e sanata ex post”. Nemmeno l’aver considerato Mediaset come una sorta di “” è illecita ad avviso del gip. Trattasi di metafora paradossale, che tuttavia trova “”, poiché la “legge Gasparri” è stata più volte difesa “” attraverso alcune interviste rese da Fedele Confalonieri.
Uff. indagini preliminari Trib. Milano 8 maggio 2004